# Xun Huisheng
Dans ce nom, le nom de famille précède le nom personnel.
Xun Huisheng (chinois : 荀慧生 ; pinyin : Xún Huìshēng) (5 janvier 1900 - 26 décembre 1968, province du Hebei) était un des quatre plus grands artistes de l'opéra de Pékin du XXe siècle dans le type de rôle dan avec Mei Lanfang, Cheng Yanqiu et Shang Xiaoyun,. Xun est principalement connu pour ses interprétations des rôles huadan, c'est-à-dire des femmes qui ont tendance à être des personnages enjoués et discutables.